# Rally de Turquía de 2008
El Rally de Turquía de 2008, oficialmente 5th Rally of Turkey, fue la cuarta ronda de la temporada 2008 del Campeonato Mundial de Rally. Se celebró en las cercanías de Kemer, Antalya, entre el 12 y el 15 de junio y contó con un itinerario de diecinueve tramos sobre tierra que sumaban un total de 360.12 km cronometrados.

## Itinerario y ganadores
| Día         | Tramo | Hora  | Tramo         | Distancia | Ganador                       | Tiempo  | Vel. media | Líder rally        |
| ----------- | ----- | ----- | ------------- | --------- | ----------------------------- | ------- | ---------- | ------------------ |
| 1 (12 juni) | SS1   | 17:25 | Antalya SSS 1 | 2.60 km   | Sébastien Loeb                | 2:07.6  | 73.4 km/h  | Sébastien Loeb     |
| 2 (13 juni) | SS2   | 08:38 | Perge 1       | 22.43 km  | Urmo Aava                     | 16:03.6 | 83.8 km/h  | Mikko Hirvonen     |
| 2 (13 juni) | SS3   | 09:21 | Myra 1        | 24.15 km  | Jari-Matti Latvala            | 21:05.3 | 68.7 km/h  | Mikko Hirvonen     |
| 2 (13 juni) | SS4   | 09:59 | Kumluca 1     | 9.90 km   | Gigi Galli                    | 7:47.4  | 76.3 km/h  | Mikko Hirvonen     |
| 2 (13 juni) | SS5   | 12:57 | Perge 2       | 22.43 km  | Gigi Galli                    | 15:42.8 | 85.6 km/h  | Mikko Hirvonen     |
| 2 (13 juni) | SS6   | 13:40 | Myra 2        | 24.15 km  | Jari-Matti Latvala            | 20:46.0 | 69.8 km/h  | Jari-Matti Latvala |
| 2 (13 juni) | SS7   | 14:18 | Kumluca 2     | 9.90 km   | Sébastien Loeb                | 7:38.9  | 77.7 km/h  | Mikko Hirvonen     |
| 2 (13 juni) | SS8   | 17:01 | Chimera 1     | 16.94 km  | Gigi Galli                    | 12:21.5 | 82.2 km/h  | Mikko Hirvonen     |
| 2 (13 juni) | SS9   | 17:47 | Phaselis 1    | 22.40 km  | Henning Solberg               | 17:49.3 | 75.6 km/h  | Sébastien Loeb     |
| 3 (14 juni) | SS10  | 09:28 | Chimera 2     | 16.94 km  | Mikko Hirvonen                | 11:57.3 | 85.0 km/h  | Sébastien Loeb     |
| 3 (14 juni) | SS11  | 10:16 | Silyon 1      | 27.36 km  | Mikko Hirvonen                | 21:53.5 | 75.0 km/h  | Mikko Hirvonen     |
| 3 (14 juni) | SS12  | 12:59 | Kemer 1       | 20.50 km  | Urmo Aava                     | 15:06.9 | 81.4 km/h  | Mikko Hirvonen     |
| 3 (14 juni) | SS13  | 13:49 | Silyon 2      | 27.36 km  | Mikko Hirvonen                | 21:36.8 | 75.9 km/h  | Mikko Hirvonen     |
| 3 (14 juni) | SS14  | 16:32 | Kemer 2       | 20.50 km  | Jari-Matti Latvala            | 14:49.4 | 83.0 km/h  | Mikko Hirvonen     |
| 3 (14 juni) | SS15  | 18:23 | Phaselis 2    | 22.40 km  | Mikko Hirvonen Sébastien Loeb | 17:19.2 | 77.6 km/h  | Mikko Hirvonen     |
| 3 (14 juni) | SS16  | 19:01 | Antalya SSS 2 | 2.60 km   | Sébastien Loeb                | 2:06.3  | 74.1 km/h  | Mikko Hirvonen     |
| 4 (15 juni) | SS17  | 09:38 | Olympos 1     | 31.03 km  | Urmo Aava                     | 25:07.5 | 74.1 km/h  | Mikko Hirvonen     |
| 4 (15 juni) | SS18  | 12:04 | Camyuva       | 5.50 km   | Sébastien Loeb                | 4:11.2  | 78.8 km/h  | Mikko Hirvonen     |
| 4 (15 juni) | SS19  | 13:07 | Olympos 2     | 31.03 km  | Jari-Matti Latvala            | 24:48.9 | 75.0 km/h  | Mikko Hirvonen     |

## Clasificación final
| Pos.    | Piloto             | Copiloto          | Automóvil                | Tiempo    | Diferencia | Puntos  |
| General | General            | General           | General                  | General   | General    | General |
| ------- | ------------------ | ----------------- | ------------------------ | --------- | ---------- | ------- |
| 1.      | Mikko Hirvonen     | Jarmo Lehtinen    | Ford Focus RS WRC 07     | 4:42:07.1 | 0.0        | 10      |
| 2       | Jari-Matti Latvala | Miikka Antilla    | Ford Focus RS WRC 07     | 4:42:15.0 | 7.9        | 8       |
| 3       | Sébastien Loeb     | Daniel Elena      | Citroën C4 WRC           | 4:42:32.8 | 25.7       | 6       |
| 4       | Dani Sordo         | Marc Marti        | Citroën C4 WRC           | 4:44:32.7 | 2:25.6     | 5       |
| 5       | Henning Solberg    | Cato Menkerud     | Ford Focus RS WRC 07     | 4:44:40.8 | 2:33.7     | 4       |
| 6       | Petter Solberg     | Phil Mills        | Subaru Impreza WRC 2008  | 4:44:55.3 | 2:48.2     | 3       |
| 7       | Matthew Wilson     | Scott Martin      | Ford Focus RS WRC 07     | 4:46:31.3 | 4:24.2     | 2       |
| 8       | Conrad Rautenbach  | David Senior      | Citroën C4 WRC           | 4:49:53.8 | 7:46.7     | 1       |
| PWRC    |                    |                   |                          |           |            |         |
| 1       | Andreas Aigner     | Klaus Wicha       | Mitsubishi Lancer Evo IX | 5:02:21.6 | 0.0        | 10      |
| 2       | Patrik Sandell     | Emil Axelsson     | Peugeot 207 S2000        | 5:03:10.3 | 48.7       | 8       |
| 3       | Mirco Baldacci     | Giovanni Agnese   | Mitsubishi Lancer Evo IX | 5:05:22.6 | 3:01.0     | 6       |
| 4       | Martin Raum        | Silver Kutt       | Mitsubishi Lancer Evo IX | 5:07:52.6 | 5:31.0     | 5       |
| 5       | Armindo Araujo     | Miguel Ramalho    | Mitsubishi Lancer Evo IX | 5:08:45.4 | 6:23.8     | 4       |
| 6       | Evgeniy Vertunov   | Georgy Troshkin   | Subaru Impreza           | 5:09:14.6 | 6:53.0     | 3       |
| 7       | Simone Campedelli  | Danilo Fappani    | Mitsubishi Lancer Evo IX | 5:14:40.7 | 12:19.10   | 2       |
| 8       | Giorgio Bacco      | Silvio Stefanelli | Subaru Impreza           | 5:25:14.3 | 22:52.7    | 1       |